# یواس‌اس لانیکای (۱۹۱۴)
یواس‌اس لانیکای (۱۹۱۴) (به انگلیسی: USS Lanikai (1914)) یک کشتی بود که طول آن ۸۹ فوت ۴ اینچ (۲۷٫۲۳ متر) بود. این کشتی در سال ۱۹۱۴ ساخته شد.